# Костамала-Писторе (Виченца)
Костамала-Писторе је насеље у Италији у округу Виченца, региону Венето.
Према процени из 2011. у насељу је живело 15 становника. Насеље се налази на надморској висини од 599 м.